# Tênis de mesa nos Jogos da Commonwealth de 2014
O tênis de mesa nos Jogos da Commonwealth de 2014 foi realizado em Glasgow, na Escócia, entre 24 de julho e 2 de agosto. Sete eventos foram disputados no Scotstoun Stadium: simples masculino e feminino, duplas masculinas e femininas, equipes masculinas e femininas e duplas mistas.

## Medalhistas
Masculino
| Evento  | Ouro                                                               | Prata                                                                               | Bronze                                                                         |
| Simples | Zhan Jian SIN Singapura                                            | Gao Ning SIN Singapura                                                              | Liam Pitchford ENG Inglaterra                                                  |
| Duplas  | Gao Ning Li Hu SIN Singapura                                       | Sharath Kamal Amalraj Anthony Arputharaj IND Índia                                  | Yang Zi Zhan Jian SIN Singapura                                                |
| Equipes | Clarence Chew Zheyu Gao Ning Li Hu Yang Zi Zhan Jian SIN Singapura | Andrew Baggaley Paul Drinkhall Liam Pitchford Daniel Reed Sam Walker ENG Inglaterra | Bode Abiodun Quadri Aruna Jide Ogidiolu Ojo Onaolapo Segun Toriola NGR Nigéria |

Feminino
| Evento  | Ouro                                                               | Prata                                                    | Bronze                                                                           |
| Simples | Feng Tianwei SIN Singapura                                         | Yu Mengyu SIN Singapura                                  | Lin Ye SIN Singapura                                                             |
| Duplas  | Feng Tianwei Yu Mengyu SIN Singapura                               | Jian Fang Lay Miao Miao AUS Austrália                    | Luo Anqi Zhang Mo CAN Canadá                                                     |
| Equipes | Feng Tianwei Isabelle Li Lin Ye Yu Mengyu Zhou Yihan SIN Singapura | Beh Lee Wei Ho Ying Lee Rou You Ng Sock Khim MAS Malásia | Miao Miao Zhenhua Dederko Jian Fang Lay Melissa Tapper Sally Zhang AUS Austrália |

Misto
| Evento | Ouro                                           | Prata                                    | Bronze                                  |
| Duplas | Joanna Drinkhall Paul Drinkhall ENG Inglaterra | Tin-Tin Ho Liam Pitchford ENG Inglaterra | Daniel Reed Kelly Sibley ENG Inglaterra |

## Quadro de medalhas
| Ordem | País       | Medalha de ouro | Medalha de prata | Medalha de bronze | Total |
| ----- | ---------- | --------------- | ---------------- | ----------------- | ----- |
| 1     | Singapura  | 6               | 2                | 2                 | 10    |
| 2     | Inglaterra | 1               | 2                | 2                 | 5     |
| 3     | Austrália  |                 | 1                | 1                 | 2     |
| 4     | Índia      |                 | 1                |                   | 1     |
|       | Malásia    |                 | 1                |                   | 1     |
| 6     | Canadá     |                 |                  | 1                 | 1     |
|       | Nigéria    |                 |                  | 1                 | 1     |
| TOTAL | TOTAL      | 7               | 7                | 7                 | 21    |